# Locus Award
O Locus Award é uma categoria de prêmios concedidos aos vencedores da votação anual realizada pelos leitores da Locus Magazine, estebelecido no início dos anos 1970 especificamente para fornecer recomendações e sugestões para os votantes do Hugo Award. Através das décadas, o Locus Award tem atraído mais votantes do que os Hugos  e Nebulas juntos. Em anos recentes, o Locus Award têm sido apresentado durante um banquete anual, e, diferentemente de outras premiações, homenageia explicitamente editores de obras vencedoras, outorgando-lhes certificados.
O primeiro Locus Award foi concedido em 1971 para obras publicadas em 1970.

## Vencedores
Os escritores seguintes ganharam a maioria das premiações nas categorias de "ficção" (resultados até julho de 2005).

### 10 ou mais prêmios
- Ursula K. Le Guin (18), Harlan Ellison (15), Dan Simmons (12), George R. R. Martin (11), John Varley (10)

### 3 - 9 prêmios
- Connie Willis (9)
- Orson Scott Card (8), Neil Gaiman (8), Lucius Shepard (8)
- Kim Stanley Robinson (6)
- Robert Silverberg (5), David Brin (5), Gene Wolfe (5)
- Isaac Asimov (4), Joe Haldeman (4), China Miéville (4), Larry Niven (4)
- Michael Bishop (3), Greg Egan (3), Stephen King (3), Kelly Link (3), Lois McMaster Bujold (3), Tim Powers (3), Neal Stephenson (3) Terry Pratchett (3)

## Categorias
- Locus Award for Best Novel (romance)
- Locus Award for Best Science Fiction Novel (romance de ficção científica)
- Locus Award for Best Fantasy Novel (romance de fantasia)
- Locus Award for Best First Novel (romance de estreante)
- Locus Award for Best Short Story (conto)